# Old Fort (Carolina del Norte)
Old Fort es un lugar designado por el censo ubicado en el condado de McDowell en el estado estadounidense de Carolina del Norte. La localidad en el año 2000, tenía una población de 9.663 habitantes en una superficie de 3.2 km², con una densidad poblacional de 297.1 personas por km².

## Historia
Antes de la llegada de los colonos europeos, la zona que hoy ocupa Old Fort estaba poblada por los catawba y los cherokee. En el siglo XVI, exploradores españoles pasaron por la zona. Los colonos ingleses y escoceses llegaron a la zona a mediados del siglo XVIII.
Durante la Guerra de la Independencia, se construyó una empalizada o fuerte en terrenos propiedad de los hermanos George y Samuel Davidson, "el puesto más occidental de la civilización colonial". Se llamó Davidson's Fort y fue el puesto de expediciones militares como la del general Griffith Rutherford en 1776. El fuerte se convirtió en un lugar de comercio entre colonos y nativos americanos.
La llegada del Ferrocarril del Oeste de Carolina del Norte (WNCR) en 1869 estimuló la construcción de un depósito y un hotel. En 1871, Sanborn Worthen compró la plantación de 2.200 acres de Old Fort al nieto de George Davidson y le cambió el nombre por el de Catawba Vale. Worth esperaba que el ferrocarril construyera allí su patio, pero la WNCR eligió otro emplazamiento.
El 25 de enero de 1872, se fundó la ciudad de Catawba Vale. El nombre de la ciudad se cambió a Old Fort el 23 de febrero de 1873, en honor a sus orígenes. El ferrocarril llegó a Old Fort en 1879.
En 1984, la ciudad inició conciertos semanales gratuitos de música de montaña, que se celebraban en el histórico edificio Rockett todos los viernes por la noche en el centro de la ciudad. Atraían a grandes audiencias y a numerosos músicos. A mediados de 2014, la organización que gestionaba la música de montaña perdió su acuerdo con el propietario del edificio, y los espectáculos musicales semanales terminaron después de 27 años.

## Geografía
Old Fort se encuentra ubicado en las coordenadas 35°37′46″N 82°10′45″O / 35.62944, -82.17917. Según la Oficina del Censo, la localidad tiene un área total de 3,2 km² (1,2 mi²), de la cual 3,2 km² (1,2 mi²) es tierra y 0 km² (0 mi²) (0.0%) es agua.

### Localidades adyacentes
El siguiente diagrama muestra a las localidades en un radio de 20 kilómetros (12,4 mi) de Old Fort.

## Demografía
En el 2000 la renta per cápita promedia del hogar era de $25.000, y el ingreso promedio para una familia era de $28.854. En 2000 los hombres tenían un ingreso per cápita de $25.347 contra $21.058 para las mujeres. El ingreso per cápita para la localidad era de $20.782. Alrededor del 17.0% de la población estaba bajo el umbral de pobreza nacional.